# Rooms Convent

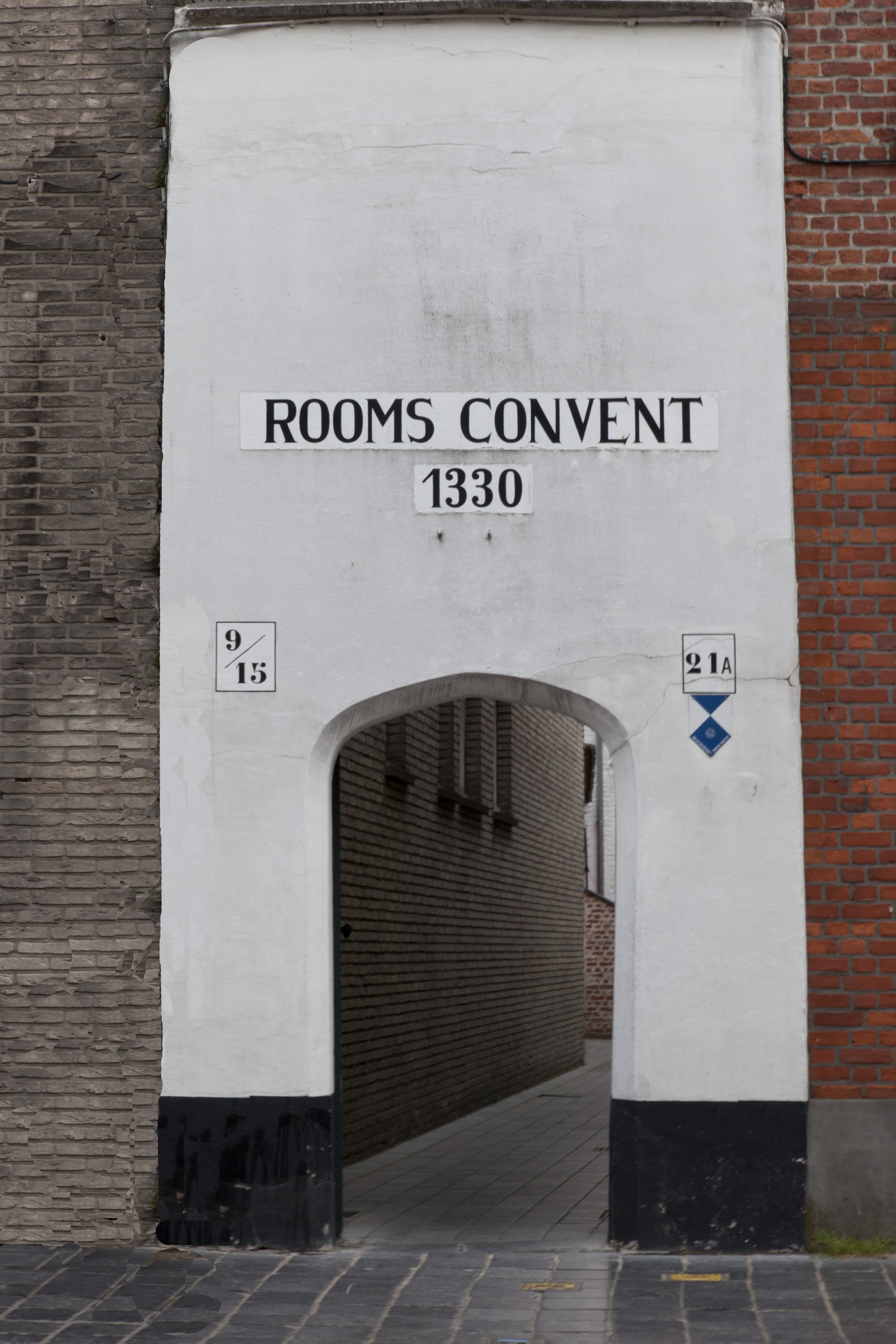
Ingangspoortje tot het Rooms Convent

Het Rooms Convent is een godshuis in Brugge.

## Geschiedenis
Het Rooms Convent is gelegen in Brugge, vlak bij de Mariabrug en het middeleeuwse Sint-Janshospitaal. Het werd opgericht in 1330 en is de oudste nog bestaande stichting in de stad Brugge. Aan de straatkant, in de Katelijnestraat, bevindt zich een toegangspoortje, dat leidt naar het achterliggende beluik met enkele huisjes rond een binnentuin.
Oorspronkelijk heette de stichting De Ram, naar de naam van de familie die er het initiatief toe nam. Het is pas later dat de naam door het volksgebruik werd omgevormd tot Rooms. Bij de oprichting werd vermeld dat de opgerichte huizen bestemd waren voor ghewillige aermen, vrouwen van stand die uit godsvrucht voor een leven in armoede kozen. Ze voorzagen in hun onderhoud door aalmoezen.
Na korte tijd werd deze bestemming onderbroken door een aanzienlijke brand die in 1338 de huizen vernielde. Ze werden heropgebouwd en gaven voortaan onderdak aan een gemeenschap van arme begijnen.
In 1471 werd het 'convent' overgenomen door de armendis van de Onze-Lieve-Vrouweparochie en bood bewoning aan acht arme vrouwen. Zoals alle godshuizen werd het in de Franse tijd eigendom van de Commissie van Burgerlijke godshuizen. De kapel die er deel van uitmaakte verdween en de kunstwerken die er in bewaard werden, maken nu deel uit van de verzameling van het Memlingmuseum, met name een vijftiende-eeuwse albasten madonna en een 'Genadestoel', een schilderij eveneens uit de vijftiende eeuw, dat als altaarstuk in de kapel hing.
In de negentiende eeuw woonden er nog dertien personen in het beluik, hetgeen in de eenentwintigste eeuw verminderd was tot zes. In de jaren 2002-2003 werden de huisjes gerestaureerd en aangepast.
In 2004 werd het godshuis beschermd als monument.